# Campeonato Mundial de Tiro al Plato de 1975
El XVI Campeonato Mundial de Tiro al Plato se celebró en Múnich (RFA) en el año 1975 bajo la organización de la Federación Internacional de Tiro Deportivo (ISSF) y la Federación Alemana de Tiro Deportivo. Paralelamente se celebró el IV Campeonato Mundial de Tiro al Blanco Móvil.

## Resultados

### Masculino
| Evento          | Oro                               | Plata                                                              | Bronce                                |
| --------------- | --------------------------------- | ------------------------------------------------------------------ | ------------------------------------- |
| Foso            | John Primrose · Canadá · 197 pts. | Alexandr Alipov URSS 193 pts.                                      | Charvin Dixon Estados Unidos 193 pts. |
| Foso (equipos)  | Estados Unidos 388                | Canadá · 386                                                       | España 380                            |
| Skeet           | Yuri Tsuranov URSS 197            | Wiesław Gawlikowski · Polonia · Eric Swinkels · Países Bajos · 197 |                                       |
| Skeet (equipos) | RDA 386                           | Polonia · 384                                                      | Dinamarca 382                         |

### Femenino
| Evento          | Oro                                | Plata                            | Bronce                        |
| --------------- | ---------------------------------- | -------------------------------- | ----------------------------- |
| Foso            | Susan Nattrass · Canadá · 188 pts. | Elisabeth von Soden RFA 179 pts. | Natalia Ukolova URSS 178 pts. |
| Foso (equipos)  | URSS 367                           | RFA 257                          | Estados Unidos 254            |
| Skeet           | Larisa Gurvich URSS 191            | Pinky Le Grelle · Bélgica · 189  | Ruth Jordan RFA 188           |
| Skeet (equipos) | URSS 272                           | Bélgica · 268                    | RFA 265                       |

## Medallero
| Núm. | País           | Oro | Plata | Bronce | Total |
| ---- | -------------- | --- | ----- | ------ | ----- |
| 1    | URSS           | 4   | 1     | 1      | 6     |
| 2    | Canadá         | 2   | 1     | 0      | 3     |
| 3    | Estados Unidos | 1   | 0     | 2      | 3     |
| 4    | RDA            | 1   | 0     | 0      | 1     |
| 5    | RFA            | 0   | 2     | 2      | 4     |
| 6    | Bélgica        | 0   | 2     | 0      | 2     |
|      | Polonia        | 0   | 2     | 0      | 2     |
| 8    | Países Bajos   | 0   | 1     | 0      | 1     |
| 9    | Dinamarca      | 0   | 0     | 1      | 1     |
|      | España         | 0   | 0     | 1      | 1     |
|      | TOTAL          | 8   | 9     | 7      | 24    |